# MP Motorsport
MP Motorsport è una squadra corse olandese che corre nel Campionato FIA di Formula 2 dal 2013. Il team partecipa anche al Campionato FIA di Formula 3.

## Storia
La MP Motorsport viene fondata nel 1995 da Henk de Jong, e nel 1996 partecipa al campionato locale di Formula Ford.
Nel 2003 la squadra affronta la Formula Renault 2.0, partecipando sia all'Eurocup sia al campionato olandese. Nel 2011, la MP Motorsport entra in Auto GP, a cui partecipa fino al 2013 in collaborazione con la Manor Motorsport senza ottenere grandi risultati, ma riuscendo a conquistare una vittoria nel 2012.
L'intesa con la Manor si concretizza anche nell'Eurocup Formula Renault 2.0 e nella Coppa Nord-Europea di Formula Renault 2.0.

### GP2/Formula 2
La squadra si aggiunge alla GP2 Series nel 2013, sostituendo la Coloni. Inoltre, molti membri dello staff della ex-Coloni si spostano alla MP Motorsport. Il campione dell'Auto GP 2012, Adrian Quaife-Hobbs corre per il team affiancato dall'olandese Daniël de Jong, che ha già corso per la squadra in Auto GP e con la Rapax in GP2 nel 2012. I due piloti non ottengono risultati di rilievo e Quaife-Hobbs viene sostituito a metà stagione da Dani Clos. Tra il 2014 e il 2015 il team riesce ad ottenere una vittoria nella categoria con Marco Sørensen (la prima nella categoria), ma termina rispettivamente all'ottavo e all'undicesimo posto della classifica a squadre. La stagione 2016, pur senza vittorie, si rivela essere buona per il team, che termina settimo tra le squadre, e nono nel campionato piloti con Oliver Rowland.
Nel 2017 il team affronta la sua quinta stagione nella categoria, nel frattempo rinominata Formula 2, schierando Jordan King e Sérgio Sette Câmara, che riporta il team alla vittoria nella gara 2 di Spa. La squadra ripete il settimo posto nella classifica dei team, e i piloti si piazzano 11º e 12º.
Per la stagione 2018 la squadra ingaggia lo svizzero Ralph Boschung, proveniente dalla Campos, e Roberto Merhi. Entrambi vengono sostituiti a stagione in corso da Dorian Boccolacci e Niko Kari. Il miglior risultato della stagione è un podio di Merhi e la squadra si piazza ottava nella classifica riservata ai team.
Nella stagione 2019 il team ingaggia Jordan King, già con il team nel 2017, e il debuttante indiano Mahaveer Raghunathan.
Per la stagione 2020 ingaggia il giapponese Nobuharu Matsushita e il debuttante Felipe Drugovich. Giuliano Alesi, figlio dell' ex pilota Ferrari Jean Alesi, terminerà il Campionato 2020 presso la MP Motorsport sostituendo Nobuharu Matsushita per gli ultimi tre eventi. Si rivela essere la migliore stagione per il team, che grazie alle tre vittorie di Drugovich si piazza al sesto posto della classifica a squadre.

### Formula 4
Dal 2016 partecipa ai campionati di Formula 4 spagnola e SMP F4 ottenendo ottimi risultati. Nella serie spagnola riesce a vincere il titolo piloti e team per tre stagioni consecutive, mentre nella SMP F4 vince il titolo piloti nel 2016 e 2017.

### GP3 Series
Nel 2018 partecipa all'ultima stagione della GP3 Series schierando nel corso della stagione Dorian Boccolacci, Richard Verschoor, Will Palmer, Christian Lundgaard, Devlin DeFrancesco, Niko Kari e Jehan Daruvala. Riesce ad ottenere una vittoria con Boccolacci e si piazza al quarto posto tra i team.

### Formula 3
Per il 2019 viene scelta tra le squadre che partecipano al nuovo Campionato FIA di Formula 3. Per la prima stagione ingaggia Simo Laaksonen, Liam Lawson e Richard Verschoor.

## Risultati

### GP2/Formula 2
| Stagione | Vettura            | Piloti               | Gare    | Vittorie | Pole | GPV | Punti   | C.P. | C.T. |
| -------- | ------------------ | -------------------- | ------- | -------- | ---- | --- | ------- | ---- | ---- |
| 2013     | Dallara-Mecachrome | Adrian Quaife-Hobbs  | 22 (12) | 1 (0)    | 0    | 0   | 56 (23) | 13º  | 10º  |
| 2013     | Dallara-Mecachrome | Dani Clos            | 10      | 0        | 0    | 1   | 25      | 18º  | 10º  |
| 2013     | Dallara-Mecachrome | Daniël de Jong       | 22      | 0        | 0    | 0   | 3       | 24º  | 10º  |
| 2014     | Dallara-Mecachrome | Marco Sørensen       | 14      | 1        | 0    | 0   | 47      | 11º  | 8º   |
| 2014     | Dallara-Mecachrome | Jon Lancaster        | 16 (2)  | 0        | 0    | 0   | 6 (0)   | 23º  | 8º   |
| 2014     | Dallara-Mecachrome | Tio Ellinas          | 6       | 0        | 0    | 0   | 7       | 22º  | 8º   |
| 2014     | Dallara-Mecachrome | Daniël de Jong       | 22      | 0        | 0    | 0   | 2       | 28º  | 8º   |
| 2015     | Dallara-Mecachrome | Sergio Canamasas     | 6       | 0        | 0    | 0   | 27      | 15º  | 11º  |
| 2015     | Dallara-Mecachrome | Oliver Rowland       | 4       | 0        | 0    | 0   | 3       | 20º  | 11º  |
| 2015     | Dallara-Mecachrome | René Binder          | 7       | 0        | 0    | 0   | 2       | 22º  | 11º  |
| 2015     | Dallara-Mecachrome | Daniël de Jong       | 14      | 0        | 0    | 0   | 1       | 23º  | 11º  |
| 2015     | Dallara-Mecachrome | Nicholas Latifi      | 7       | 0        | 0    | 0   | 0       | 27º  | 11º  |
| 2015     | Dallara-Mecachrome | Meindert van Buuren  | 1       | 0        | 0    | 0   | 0       | N.C. | 11º  |
| 2016     | Dallara-Mecachrome | Oliver Rowland       | 22      | 0        | 0    | 0   | 107     | 9º   | 7º   |
| 2016     | Dallara-Mecachrome | Daniël de Jong       | 22      | 0        | 0    | 0   | 6       | 21º  | 7º   |
| 2017     | Dallara-Mecachrome | Jordan King          | 22      | 0        | 0    | 0   | 62      | 11º  | 7º   |
| 2017     | Dallara-Mecachrome | Sérgio Sette Câmara  | 22      | 1        | 0    | 0   | 47      | 12º  | 7º   |
| 2018     | Dallara-Mecachrome | Roberto Merhi        | 20 (16) | 0        | 0    | 0   | 61 (41) | 11º  | 8º   |
| 2018     | Dallara-Mecachrome | Dorian Boccolacci    | 8       | 0        | 0    | 0   | 3       | 21º  | 8º   |
| 2018     | Dallara-Mecachrome | Ralph Boschung       | 20      | 0        | 0    | 0   | 17      | 18º  | 8º   |
| 2018     | Dallara-Mecachrome | Niko Kari            | 4       | 0        | 0    | 0   | 0       | 24º  | 8º   |
| 2019     | Dallara-Mecachrome | Jordan King          | 20      | 0        | 0    | 2   | 79      | 9º   | 7º   |
| 2019     | Dallara-Mecachrome | Artëm Markelov       | 2       | 0        | 0    | 0   | 16      | 16º  | 7º   |
| 2019     | Dallara-Mecachrome | Mahaveer Raghunathan | 20      | 0        | 0    | 0   | 1       | 20º  | 7º   |
| 2019     | Dallara-Mecachrome | Patricio O'Ward      | 2       | 0        | 0    | 0   | 0       | 26º  | 7º   |
| 2020     | Dallara-Mecachrome | Felipe Drugovich     | 24      | 3        | 1    | 2   | 121     | 9º   | 6º   |
| 2020     | Dallara-Mecachrome | Nobuharu Matsushita  | 17      | 1        | 0    | 1   | 42      | 15º  | 6º   |
| 2020     | Dallara-Mecachrome | Giuliano Alesi       | 24 (6)  | 0        | 0    | 0   | 12 (4)  | 17º  | 6º   |
| 2021     | Dallara-Mecachrome | Richard Verschoor    | 20 (17) | 1        | 0    | 0   | 56 (55) | 11º  | 6º   |
| 2021     | Dallara-Mecachrome | Lirim Zendeli        | 17      | 0        | 0    | 1   | 13      | 17º  | 6º   |
| 2021     | Dallara-Mecachrome | Jack Doohan          | 6       | 0        | 0    | 0   | 7       | 19º  | 6º   |
| 2021     | Dallara-Mecachrome | Clément Novalak      | 6       | 0        | 0    | 0   | 0       | 28º  | 6º   |
| 2022     | Dallara-Mecachrome | Felipe Drugovich     | 28      | 5        | 4    | 3   | 265     | 1º   | 1º   |
| 2022     | Dallara-Mecachrome | Clément Novalak      | 28      | 0        | 0    | 1   | 40      | 14º  | 1º   |
| 2022     | Dallara-Mecachrome | Felipe Drugovich     | 25      | 2        | 0    | 1   | 113     | 8º   | 6º   |
| 2022     | Dallara-Mecachrome | Jehan Daruvala       | 23      | 0        | 0    | 0   | 59      | 12º  | 6º   |
| 2022     | Dallara-Mecachrome | Franco Colapinto     | 2       | 0        | 0    | 0   | 0       | 25º  | 6º   |

### GP3 Series
| Stagione | Vettura            | Piloti              | Gare | Vittorie | Pole | GPV | Punti | C.P. | C.T. |
| -------- | ------------------ | ------------------- | ---- | -------- | ---- | --- | ----- | ---- | ---- |
| 2018     | Dallara-Mecachrome | Richard Verschoor   | 8    | 0        | 0    | 0   | 30    | 15º  | 4º   |
| 2018     | Dallara-Mecachrome | Dorian Boccolacci   | 10   | 1        | 1    | 1   | 58    | 10º  | 4º   |
| 2018     | Dallara-Mecachrome | Will Palmer         | 2    | 0        | 0    | 0   | 0     | 25º  | 4º   |
| 2018     | Dallara-Mecachrome | Niko Kari           | 14   | 0        | 0    | 0   | 6     | 17º  | 4º   |
| 2018     | Dallara-Mecachrome | Christian Lundgaard | 2    | 0        | 0    | 0   | 0     | 23º  | 4º   |
| 2018     | Dallara-Mecachrome | Devlin DeFrancesco  | 12   | 0        | 0    | 0   | 0     | 21º  | 4º   |
| 2018     | Dallara-Mecachrome | Jehan Daruvala      | 2    | 0        | 0    | 0   | 6     | 26º  | 4º   |

### Formula 3
| Stagione | Vettura            | Piloti              | Gare | Vittorie | Pole | GPV | Punti | C.P. | C.T. |
| -------- | ------------------ | ------------------- | ---- | -------- | ---- | --- | ----- | ---- | ---- |
| 2019     | Dallara-Mecachrome | Liam Lawson         | 16   | 0        | 0    | 0   | 41    | 11º  | 6º   |
| 2019     | Dallara-Mecachrome | Richard Verschoor   | 16   | 0        | 0    | 1   | 34    | 13º  | 6º   |
| 2019     | Dallara-Mecachrome | Simo Laaksonen      | 16   | 0        | 0    | 0   | 2     | 23º  | 6º   |
| 2020     | Dallara-Mecachrome | Richard Verschoor   | 18   | 0        | 0    | 0   | 69    | 9º   | 6º   |
| 2020     | Dallara-Mecachrome | Bent Viscaal        | 18   | 1        | 0    | 1   | 40    | 13º  | 6º   |
| 2020     | Dallara-Mecachrome | Lukas Dunner        | 18   | 0        | 0    | 0   | 0     | 27º  | 6º   |
| 2021     | Dallara-Mecachrome | Victor Martins      | 20   | 1        | 0    | 4   | 131   | 5º   | 4º   |
| 2021     | Dallara-Mecachrome | Caio Collet         | 20   | 0        | 0    | 0   | 93    | 9º   | 4º   |
| 2021     | Dallara-Mecachrome | Tijmen van der Helm | 20   | 0        | 0    | 0   | 0     | 26º  | 4º   |
| 2022     | Dallara-Mecachrome | Caio Collet         | 18   | 2        | 1    | 2   | 88    | 8º   | 4º   |
| 2022     | Dallara-Mecachrome | Aleksandr Smoljar   | 16   | 1        | 2    | 1   | 76    | 10º  | 4º   |
| 2022     | Dallara-Mecachrome | Kush Maini          | 18   | 0        | 0    | 0   | 31    | 14º  | 4º   |
| 2022     | Dallara-Mecachrome | Filip Ugran         | 2    | 0        | 0    | 0   | 0     | 36º  | 4º   |
| 2023     | Dallara-Mecachrome | Franco Colapinto    | 18   | 2        | 0    | 0   | 110   | 4º   | 3º   |
| 2023     | Dallara-Mecachrome | Jonny Edgar         | 18   | 1        | 0    | 0   | 55    | 13º  | 3º   |
| 2023     | Dallara-Mecachrome | Mari Boya           | 18   | 0        | 0    | 0   | 29    | 17º  | 3º   |